# Primera División de Chile 1997
Primera División de Chile 1997 var den chilenska högstaligan i fotboll för herrar för säsongen 1997, som bestod av två mästerskap - Torneo Apertura och Torneo Clausura. Universidad Católica vann Apertura och tog därmed sin sjunde titel, medan Colo-Colo vann Clausura och tog sin tjugoförsta titel.

## Kvalificering för internationella turneringar
- Copa Libertadores 1998
  - Vinnaren av Torneo Apertura: Universidad Católica
  - Vinnaren av Torneo Clausura: Colo-Colo

## Torneo Apertura
| Plac. | Lag                   | S  | V  | O | F  | GM | IM | MSK | Poäng |
| ----- | --------------------- | -- | -- | - | -- | -- | -- | --- | ----- |
| 1     | Universidad Católica  | 15 | 11 | 4 | 0  | 36 | 13 | 23  | 37    |
| 2     | Colo-Colo             | 15 | 11 | 4 | 0  | 27 | 12 | 15  | 37    |
| 3     | Universidad de Chile  | 15 | 8  | 6 | 1  | 31 | 14 | 17  | 30    |
| 4     | Deportes Temuco       | 15 | 7  | 1 | 7  | 26 | 18 | 8   | 22    |
| 5     | Cobreloa              | 15 | 6  | 4 | 5  | 26 | 22 | 4   | 22    |
| 6     | Concepción            | 15 | 6  | 4 | 5  | 21 | 26 | -5  | 22    |
| 7     | Huachipato            | 15 | 5  | 5 | 5  | 20 | 17 | 3   | 20    |
| 8     | Coquimbo Unido        | 15 | 6  | 2 | 7  | 28 | 26 | 2   | 20    |
| 9     | Santiago Wanderers    | 15 | 4  | 8 | 3  | 24 | 24 | 0   | 20    |
| 10    | Deportes La Serena    | 15 | 5  | 3 | 7  | 23 | 25 | -2  | 18    |
| 11    | Provincial Osorno     | 15 | 3  | 8 | 4  | 16 | 18 | -2  | 17    |
| 12    | Palestino             | 15 | 4  | 4 | 7  | 12 | 24 | -12 | 16    |
| 13    | Audax Italiano        | 15 | 3  | 6 | 6  | 21 | 24 | -3  | 15    |
| 14    | Unión Española        | 15 | 4  | 1 | 10 | 15 | 35 | -20 | 13    |
| 15    | Deportes Puerto Montt | 15 | 2  | 4 | 9  | 18 | 29 | -11 | 10    |
| 16    | Deportes Antofagasta  | 15 | 2  | 2 | 11 | 14 | 31 | -17 | 8     |

|  | Spelade mästerskapsfinal då båda lagen hamnade på samma poäng. |

### Final
| Primera División Vinnare av Primera División - Torneo Apertura 1997 |
| ------------------------------------------------------------------- |
| Chile                                                               |
| Universidad Católica 7:e titeln                                     |

## Torneo Clausura
| Plac. | Lag                  | S  | V  | O | F | GM | IM | MSK | Poäng |
| ----- | -------------------- | -- | -- | - | - | -- | -- | --- | ----- |
| 1     | Colo-Colo            | 15 | 11 | 2 | 2 | 33 | 19 | 14  | 35    |
| 2     | Universidad Católica | 15 | 9  | 3 | 3 | 25 | 15 | 10  | 30    |
| 3     | Audax Italiano       | 15 | 9  | 2 | 4 | 31 | 16 | 15  | 29    |
| 4     | Universidad de Chile | 15 | 7  | 5 | 3 | 36 | 19 | 17  | 26    |
| 5     | Cobreloa             | 15 | 7  | 4 | 4 | 28 | 17 | 11  | 25    |
| 6     | Puerto Montt         | 15 | 6  | 4 | 5 | 21 | 20 | 1   | 22    |
| 7     | Provincial Osorno    | 15 | 5  | 6 | 4 | 19 | 15 | 4   | 21    |
| 8     | Coquimbo Unido       | 15 | 5  | 6 | 4 | 15 | 13 | 2   | 21    |
| 9     | Deportes La Serena   | 15 | 5  | 4 | 6 | 21 | 20 | 1   | 19    |
| 10    | Palestino            | 15 | 5  | 2 | 8 | 13 | 21 | -8  | 17    |
| 11    | Deportes Antofagasta | 15 | 5  | 2 | 8 | 15 | 27 | -12 | 17    |
| 12    | Huachipato           | 15 | 4  | 4 | 7 | 13 | 22 | -9  | 16    |
| 13    | Unión Española       | 15 | 4  | 3 | 8 | 22 | 27 | -5  | 15    |
| 14    | Deportes Temuco      | 15 | 4  | 3 | 8 | 18 | 31 | -13 | 15    |
| 15    | Santiago Wanderers   | 15 | 2  | 5 | 8 | 13 | 26 | -13 | 11    |
| 16    | Deportes Concepción  | 15 | 2  | 5 | 8 | 15 | 32 | -17 | 11    |

|  | Mästare och kvalificerade för Copa Libertadores. |

| Primera División Vinnare av Primera División - Torneo Clausura 1997 |
| ------------------------------------------------------------------- |
| Chile                                                               |
| Colo-Colo 21:a titeln                                               |

## Sammanlagd tabell
| Plac. | Lag                  | S  | V  | O  | F  | GM | IM | MSK | Poäng |
| ----- | -------------------- | -- | -- | -- | -- | -- | -- | --- | ----- |
| 1     | Colo-Colo            | 30 | 22 | 6  | 2  | 60 | 31 | 29  | 72    |
| 2     | Universidad Católica | 30 | 20 | 7  | 3  | 61 | 28 | 33  | 67    |
| 3     | Universidad de Chile | 30 | 15 | 11 | 4  | 67 | 31 | 36  | 56    |
| 4     | Cobreloa             | 30 | 13 | 8  | 9  | 54 | 39 | 15  | 47    |
| 5     | Audax Italiano       | 30 | 12 | 8  | 10 | 51 | 40 | 11  | 44    |
| 6     | Coquimbo Unido       | 30 | 11 | 8  | 11 | 43 | 39 | 4   | 41    |
| 7     | Provincial Osorno    | 30 | 8  | 14 | 8  | 35 | 33 | 2   | 38    |
| 8     | Deportes La Serena   | 30 | 10 | 7  | 13 | 44 | 45 | -1  | 37    |
| 9     | Temuco               | 30 | 11 | 4  | 15 | 44 | 49 | -5  | 37    |
| 10    | Palestino            | 30 | 9  | 9  | 12 | 33 | 39 | -6  | 36    |
| 11    | Deportes Antofagasta | 30 | 9  | 6  | 15 | 25 | 45 | -20 | 33    |
| 12    | Huachipato           | 30 | 8  | 9  | 13 | 36 | 58 | -22 | 33    |
| 13    | Unión Española       | 30 | 8  | 8  | 14 | 39 | 49 | -10 | 32    |
| 14    | Deportes Temuco      | 30 | 6  | 13 | 11 | 37 | 50 | -13 | 31    |
| 15    | Santiago Wanderers   | 30 | 8  | 4  | 18 | 37 | 62 | -25 | 28    |
| 16    | Deportes Concepción  | 30 | 7  | 4  | 19 | 29 | 58 | -29 | 25    |

|  | Nedflyttade till Primera B de Chile 1998. |